# Potaissa
Potaissa, vagy Patavissa ókori római város volt az egykori Dacia területén, amely a mai Torda helyén állt.

## Története
Potaissát valószínűleg még a dákok alapították. Nevét már Ptolemaiosz is említette. A dák Dierna nevű települést a rómaiak hódították meg, mely Potaissa néven Dácia része lett. Az itt felépített erődben a kezdetben a Legio III. Gemina, utóbb a Legio V Macedonica állomásozott. A rómaiak fő hadi útja Napocából (Kolozsvár) Apulumba (Gyulafehérvár) és a fővárosba (Ulpia-Trajana) Potaissa alatt haladt. Potaissánál a főútvonalból egy másik római út ágazott el az Aranyos-menti aranybányákhoz.
A mai Torda és Kolozsvár között kb. félúton fekvő Ajton településen 1758-ban végzett ásatások során került napvilágra a 108 AD feliratú római mérföldkő is, mely röviddel Dácia meghódítása utáni időkből származik. Az egykori Potaissa területén feltárt legrégibb feliraton (CIL III 905) a legio V Macedonica szerepel, és 195-ből, Septimius Severus korából való. Azt valószínűsítik, hogy a város municipium, illetve colonia rangját Septimius Severusnak köszönhette, mivel ő volt az, aki a legio V Macedonicát Potaissába helyezte.
A Tordán végzett ásatások során napvilágra került feliratok közül egyen előfordul az egykori római város Pot(aissa) neve is.
A régészeti lelőhely a romániai műemlékek jegyzékében a CJ-I-s-A-07210 sorszámon szerepel.

## Galéria

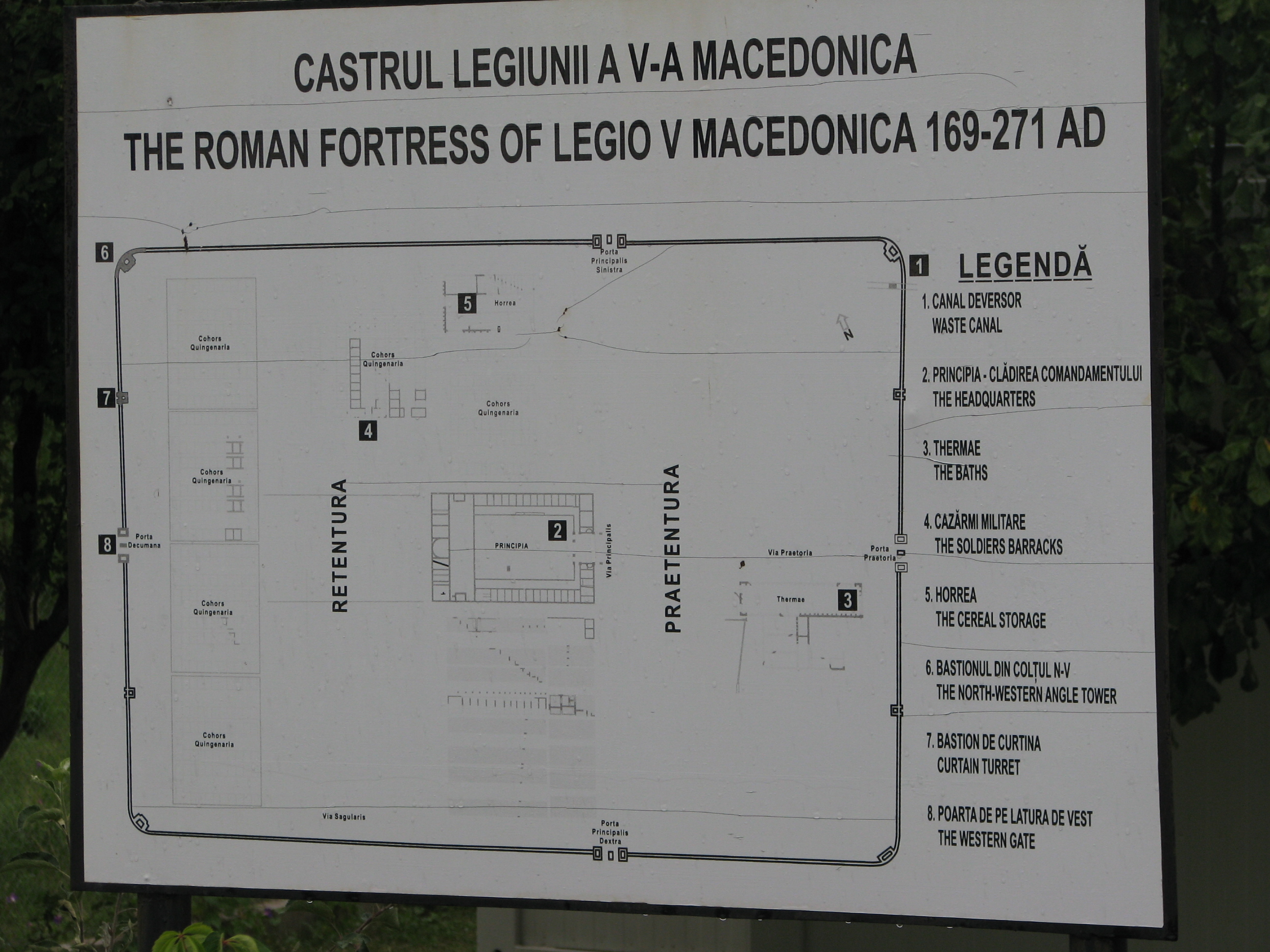
Az egykor itt állt római erőd rajza
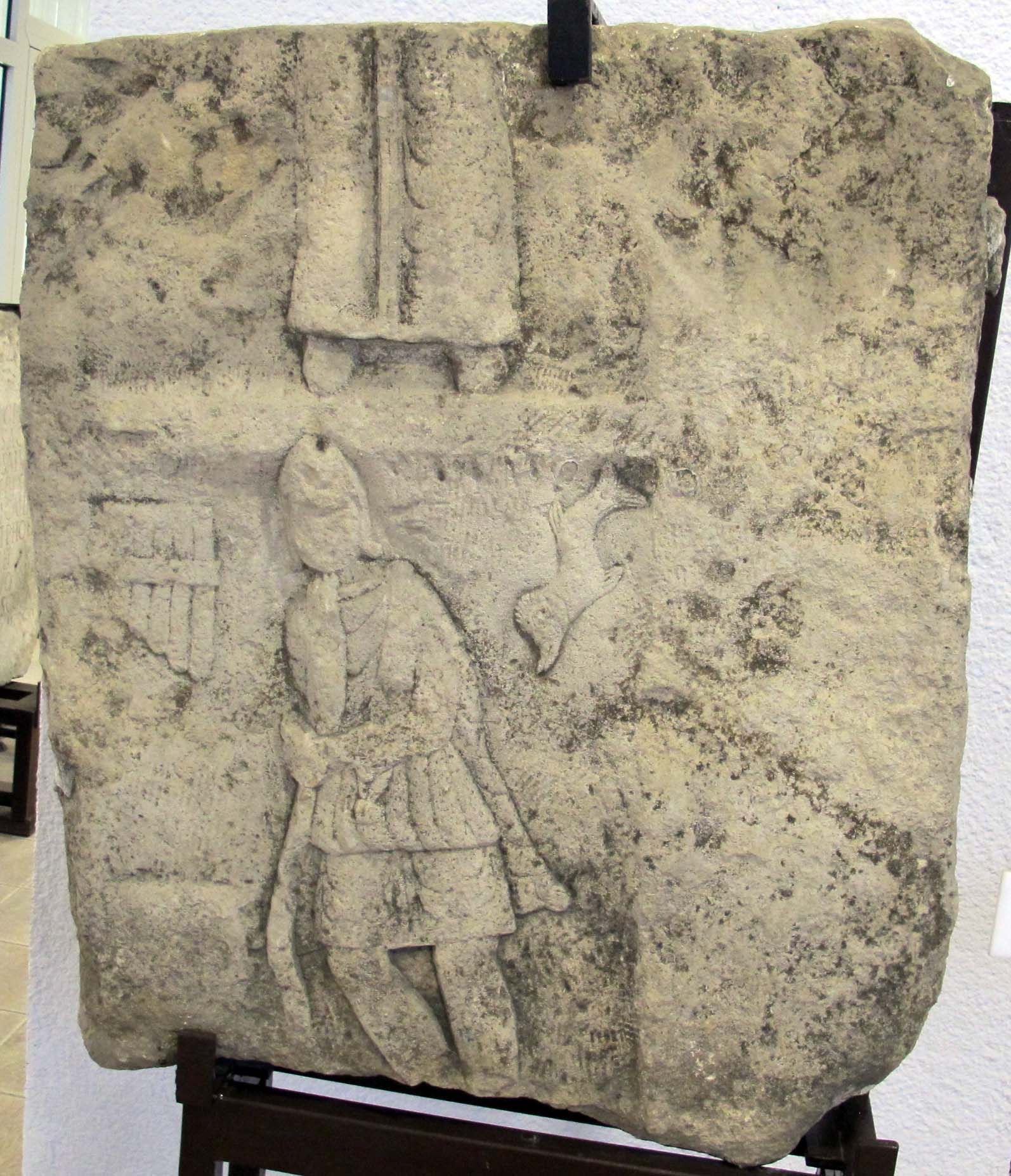
Szobortöredékek
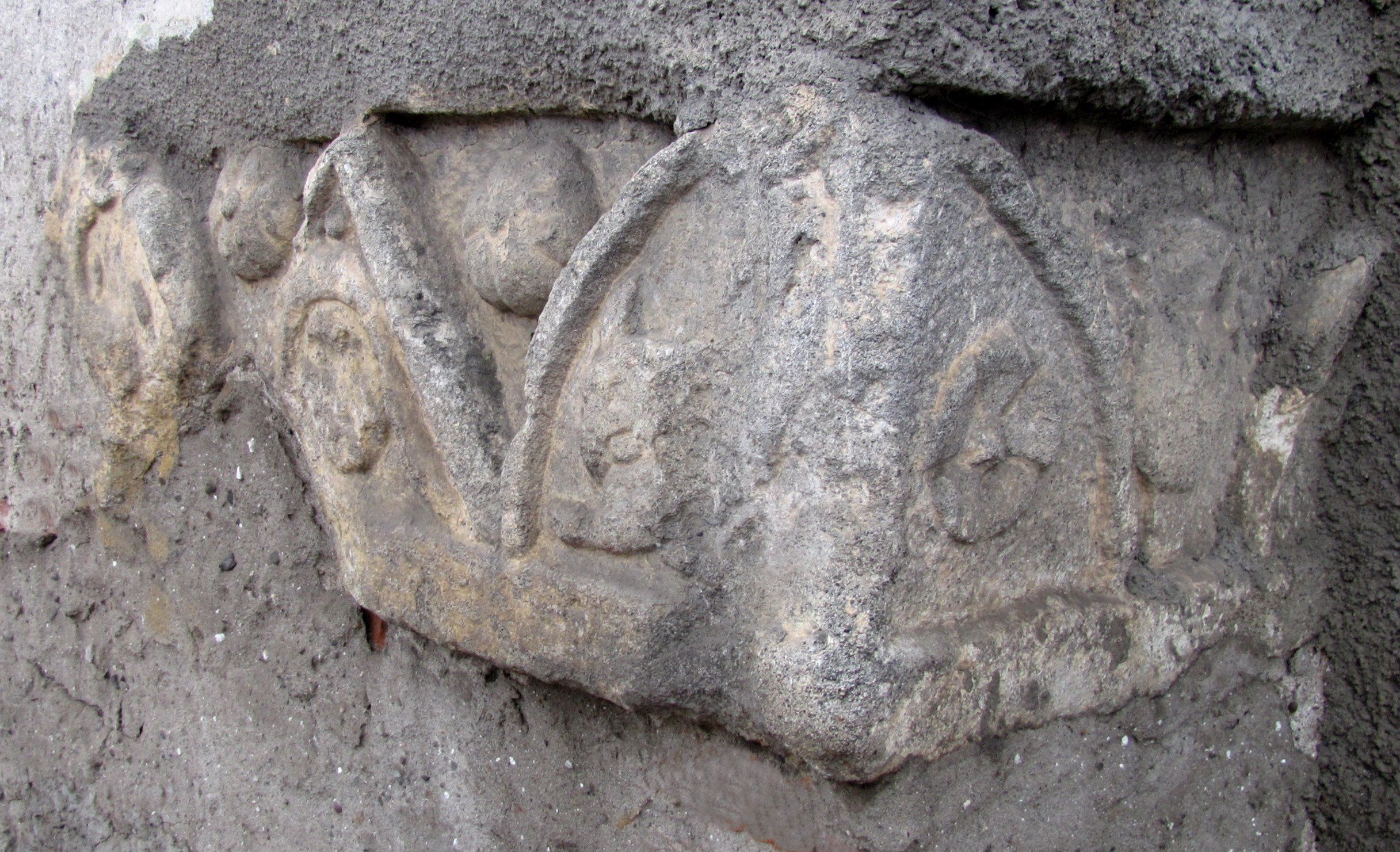
Egy ház falába beépített római relief Tordán
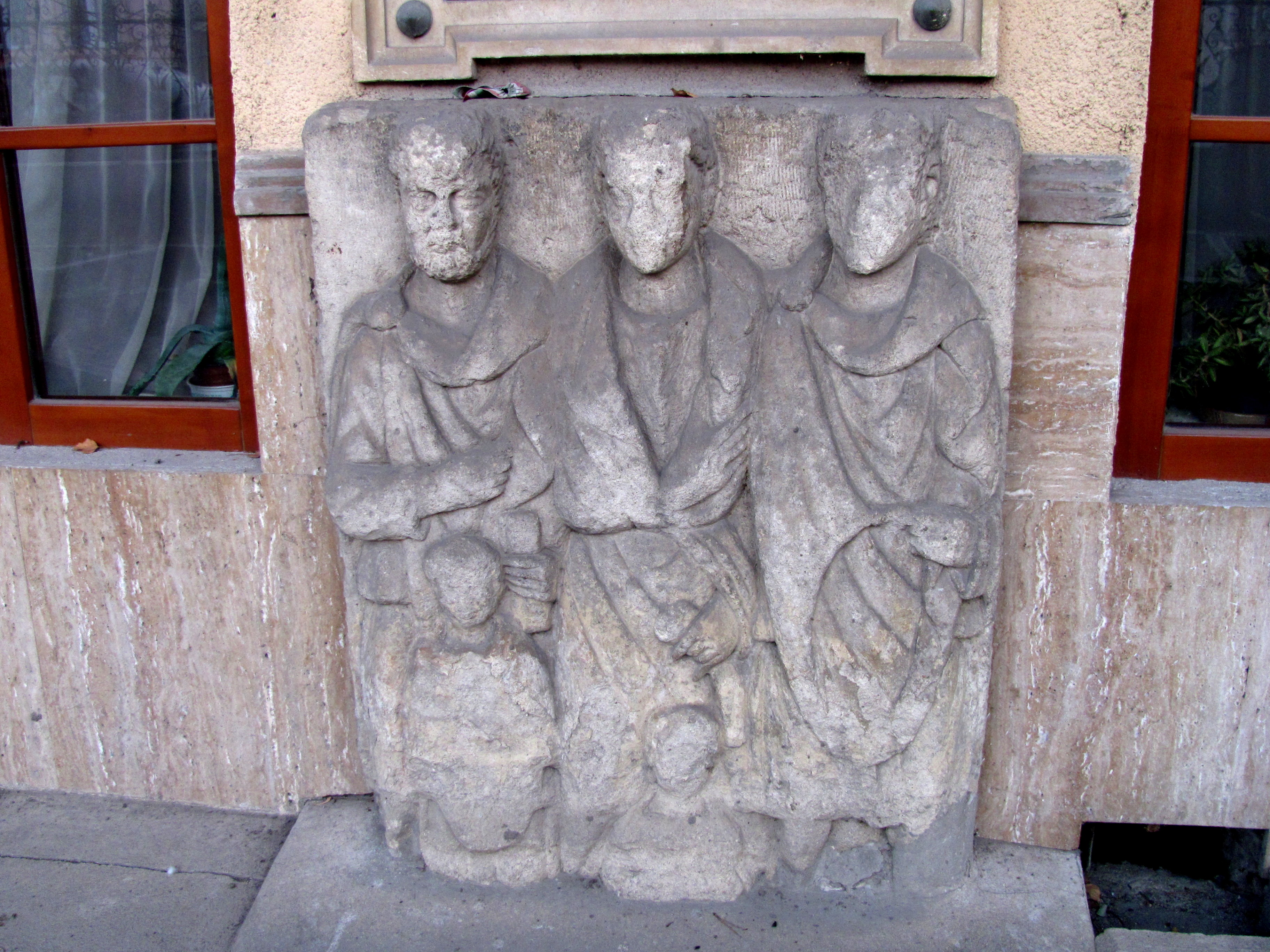
Római szobormaradványok
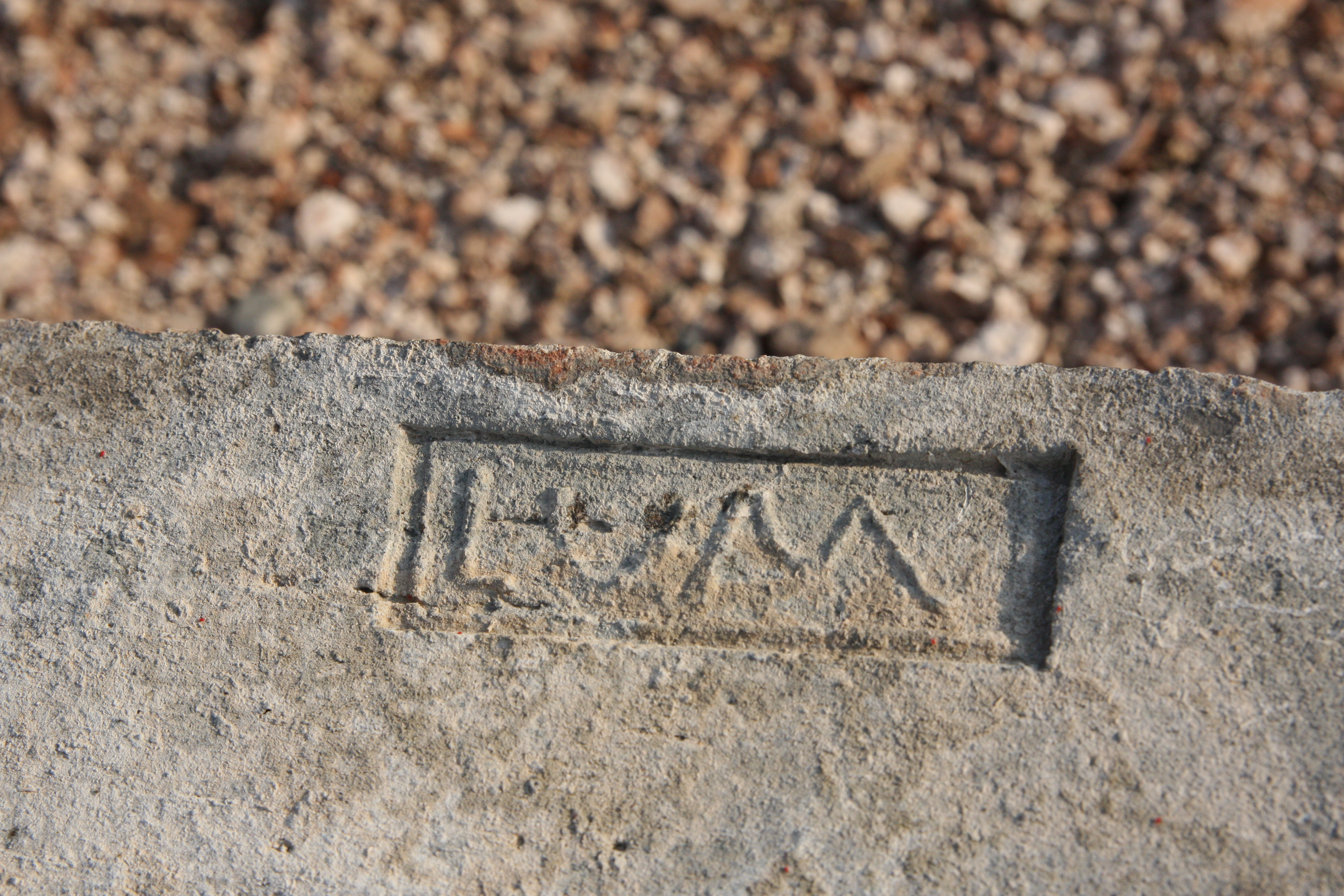
Az ókori tégla felirata: legio V. Macedonia rövidítése